# Sân bay Các bãi cạn Frigate Pháp
Sân bay Các bãi cạn Frigate Pháp (ICAO: PHHF, LID FAA: HFS) là một sân bay tư trên đảo Tern thuộc các bãi cạn Frigate Pháp, một rạn san hô vòng thuộc quần đảo Tây Bắc Hawaii, tiểu bang Hawaii, Hoa Kỳ. Phi trường này là tài sản của Cục Hoang dã và Cá Hoa Kỳ.
Mặc dù nhiều sân bay tại Mỹ sử dụng mã định danh gồm ba ký tự giống nhau cho cả Cơ quan Hàng không dân dụng Liên bang (FAA) và Hiệp hội Vận tải Hàng không Quốc tế (IATA) nhưng sân bay này được FAA cấp mã định danh là HFS trong khi IATA lại cấp mã này cho sân bay Hagfors ở Hagfors, Thụy Điển..

## Cơ sở vật chất
Sân bay Các bãi cạn Frigate Pháp có một đường băng hướng 06/24 với bề mặt san hô có kích thước 3.000 x 200 foot (914 x 61 m) và cao độ 6 foot (2 m) so với mực nước biển. Đường băng chỉ phục vụ khi có tình huống khẩn cấp hay có sự cho phép từ trước của Cục Hoang dã và Cá Hoa Kỳ.